# Север-4
«Север-4» — воздушная высокоширотная экспедиция, проводившаяся в СССР в апреле — мае 1949 года.

## Деятельность

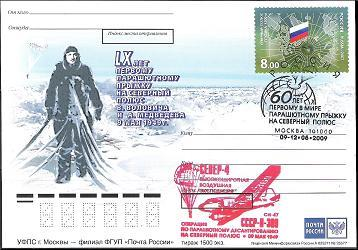
Почтовый конверт со спецгашением: 60 лет первому в мире парашютному прыжку на Северный полюс

Начальник экспедиции — А. А. Кузнецов.
Были осуществлены полёты с первичными посадками на дрейфующий лед. В работах участвовали самолеты: Ли-2, Ил-12, Пе-8. Командиры: А. И. 3адков, Н. Н. Зубов, М. С. Агров, Б. С. Осипов, Г. А. Корсаков, М. А. Титлов, П. П. Москаленко, Ф. П. Шатров, А. П. Штепенко.
Во время проведения экспедиции «Север-4» начальником Главного управления Северного морского пути Александром Алексеевичем Кузнецовым было принято решение о проведении операции по десантированию парашютистов в географической точке северного полюса. Руководил операцией Максим Николаевич Чибисов, цель операции — оценка возможности прыгать с парашютом в Арктике, выявление особенности раскрытия парашюта, снижения, управления им, приземления.
9 мая 1949 года самолет полярной авиации Си-47 с бортовым номером СССР Н-369 (экипаж Метлицкого) в 12 часов по московскому времени вылетел с одной из рабочих баз ВВЭ — «Базы номер два», и через час Виталий Волович и Андрей Медведев успешно совершили первый в мире прыжок с парашютом на Северный полюс, положив начало новому методу доставки людей и грузов в жестких условиях центральной Арктики.
В 2009 году Почта России выпустила почтовый конверт, посвященный этому десантированию.

### Личный состав
1. М. Е. Острекин — заместитель начальника экспедиции, геофизик.
2. В. Г. Канаки — аэрометеоролог.
3. М. М. Сомов — океанолог.
4. П. К. Сенько — геофизик.
5. Я. Я. Гаккель — географ.
6. В. Т. Тимофеев — океанолог.
7. Н. А. Миляев — геофизик.
8. М. М. Никитин — океанолог.
9. А. Ф. Трёшников — океанолог.
10. Н. А. Волков — океанолог.
11. К. И. Чуканин — метеоролог.
12. П. Г. Лобза — гидрохимик.
13. Е. И. Толстиков — метеоролог.
14. В. Ф. Пронин — метеоролог.
15. В. П. Орлов — метеоролог.
16. О. А. Романенко — синоптик.
17. Д. Б. Карелин — океанолог.
18. В. С. Антонов — гидролог.
19. Н. В. Шакиров — гидролог-аэрофотосъемщик.
20. В. Х. Буйницкий — океанолог.
21. Е.М. Сузюмов - помощник начальника экспедиции по оперативной части